# Diplahan
Diplahan is een gemeente in de Filipijnse provincie Zamboanga Sibugay op het eiland Mindanao. Bij de laatste census in 2007 had de gemeente ruim 28 duizend inwoners.

## Geografie

### Bestuurlijke indeling
Diplahan is onderverdeeld in de volgende 22 barangays:
| - Balangao - Butong - Ditay - Gaulan - Goling - Guinoman - Kauswagan - Lindang - Lobing - Luop - Manangon | - Mejo - Natan - Paradise - Pilar - Poblacion - Sampoli A - Sampoli B - Santa Cruz - Songcuya - Tinongtongan - Tuno |

## Demografie
Diplahan had bij de census van 2007 een inwoneraantal van 28.010 mensen. Dit zijn 4.101 mensen (17,2%) meer dan bij de vorige census van 2000. De gemiddelde jaarlijkse groei komt daarmee uit op 2,21%, hetgeen hoger is dan het landelijk jaarlijks gemiddelde over deze periode (2,04%). Vergeleken met de census van 1995 is het aantal mensen met 2.192 (8,5%) toegenomen.

De bevolkingsdichtheid van Diplahan was ten tijde van de laatste census, met 28.010 inwoners op 255,51 km², 109,6 mensen per km².